# 't Hooft
 't Hooft (ook: Visser 't Hooft) is een Nederlands geslacht dat voornamelijk Dordtse bestuurders en een Nobelprijswinnaar voortbracht.

## Geschiedenis
De stamreeks begint met Iman 't Hooft die in 1584 in Sint-Maartensdijk werd geboren. Zijn kleinzoon vestigde zich in Dordrecht waar zij bestuursfuncties gingen bekleden.
In 1923 werd het geslacht opgenomen in het Nederland's Patriciaat; heropname volgde in 1946.

## Enkele telgen
Gerardus 't Hooft (1765-1828), touwslager; trouwde in 1789 met Johanna Huberta Groen van Prinsterer (1769-1797), in 1798 met Susanna Francina Groen van Prinsterer (1768-1817) en in 1821 met Susanna Bussingh (1767-1837)
- Cornelis Gerardus 't Hooft (1791-1871), touwslager, medeoprichter en directeur van het Dordrechts Museum
  - Johanna Huberta 't Hooft (1814-1906); trouwde in 1839 met Otto Boudewijn de Kat (1817-1863), lid firma Otto de Kat & Zn. en gemeenteraadslid van Dordrecht, lid van de familie De Kat
  - Gerardus 't Hooft (1820-1881), lid firma Otto de Kat & Zn.
  - Herman 't Hooft (1824-1907), touwslager, daarna lid fa. Otto de Kat & Zonen
    - Ir. Florus Willem 't Hooft (1869-1941), lid fa. Otto de Kat & Zonen
      - Dr. mr. Lodewijk Jan 't Hooft (1902-1991), rechter

  - Cornelis Gerardus 't Hooft (1829-1898), touwslager
    - Cornelis Gerardus 't Hooft (1866-1936), kunstschilder, conservator Museum Fodor te Amsterdam
      - Ernee 't Hooft (1911-2004), textielkunstenares

  - Mr. Willem Adolph 't Hooft (1829-1929), president rechtbank; trouwde in 1865 met Jacoba Visser (1840-1901)
    - Mr. Hendrik Philip Visser 't Hooft (1866-1930), verkreeg naamstoevoeging bij KB van 3 september 1917, advocaat
      - Dr. Willem Adolph Visser 't Hooft (1900-1985), eerste secretaris-generaal van de Wereldraad van Kerken
        - Prof. dr. Hendrik Philip Visser 't Hooft (1930-2008), hoogleraar te Utrecht; trouwde in 1959 met Emilie Harriet barones van Randwijck (1926-2013), telg uit het geslacht Van Randwijck
          - Caspar Visser 't Hooft (1960), publicist, onder andere van Een hof tot ons gerief (2019) over zeven buitenplaatsen verbonden aan zijn familie, zoals Kasteel Rossum
- Gerardus Cornelis 't Hooft (1796-1861), touwslager
- Joan 't Hooft (1806-1884) steenfabrikant, hoogheemraad, wethouder te Hendrik-Ido-Ambacht
  - Petrus Jacobus 't Hooft (1834-1886), steenfabrikant, hoogheemraad, gemeenteraadslid te Hendrik-Ido-Ambacht
    - Ir. Gerardus 't Hooft (1881), ingenieur
      - Ir. Hendrik 't Hooft (1912-1993), ingenieur; trouwde in 1943 met Margaretha Agnes van Kampen (1918), dochter van prof. dr. Pieter Nicolaas van Kampen en Lize Zernike, zus van Nobelpijswinnaar Frits Zernike
        - Prof. dr. Gerardus 't Hooft (1946), natuurkundige, winnaar van de Nobelprijs voor Natuurkunde in 1999

Geslachten die opgenomen zijn in het sinds 1910 verschijnende genealogische naslagwerk Nederland's Patriciaat. Lijst volgens opgave van het CBG Centrum voor familiegeschiedenis.
A · B · C · D · E · F · G · H · I · J · K · L · M · N · O · P · Q · R · S · T · U · V · W · Y · Z